# شرفات الغوفي
شرفات غوفي، هو شبه واد فيه قرية أثرية في الأوراس ولاية باتنة، الجزائر، تعتبر غوفي من أجمل المناطق السياحية، بسبب تواجد واد الأبيض، إغزر أملال يعتبر من أجمل الأودية في العالم.
يزوره السياح وسكان المنطقة لمشاهدة الطبيعة والواد المليئ بالأشجار.
يمر واد الأبيض (أو إغزر أملال بالأمازيغية) على بلديات تيفلفال ويتوسع في كامل الولاية، وتقع قرية غوفي فوق تلة على ارتفاع ما بين 500 متر و 1200 متر تبعا للموقع، شرفات الغوفي تشبه جبال روكي وجراند كانيون، التي تتكون من صخور رسوبية ومتحولة، ونوعية الغطاء النباتي هي الواحة وهو النوع الوحيد المنتشر في هذه المنطقة.

## التاريخ والعادات
- تم نحت منازل غوفي في الجبال ذاتها التي يخترقها إغزر أملال، وتأتي على شكل درج من الصخر على كامل الجبل.

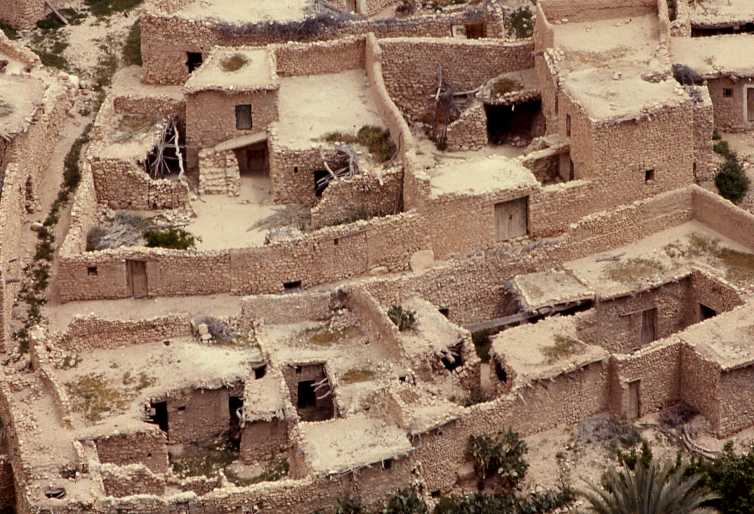
منازل الغوفي
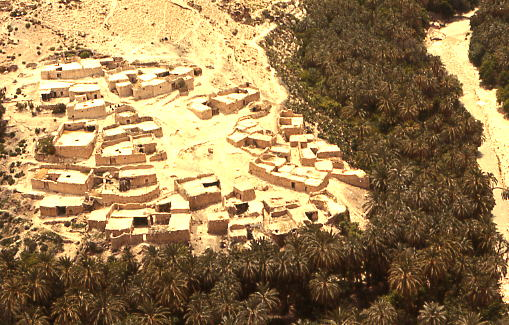
نظرة شاملة على القرية البربرية
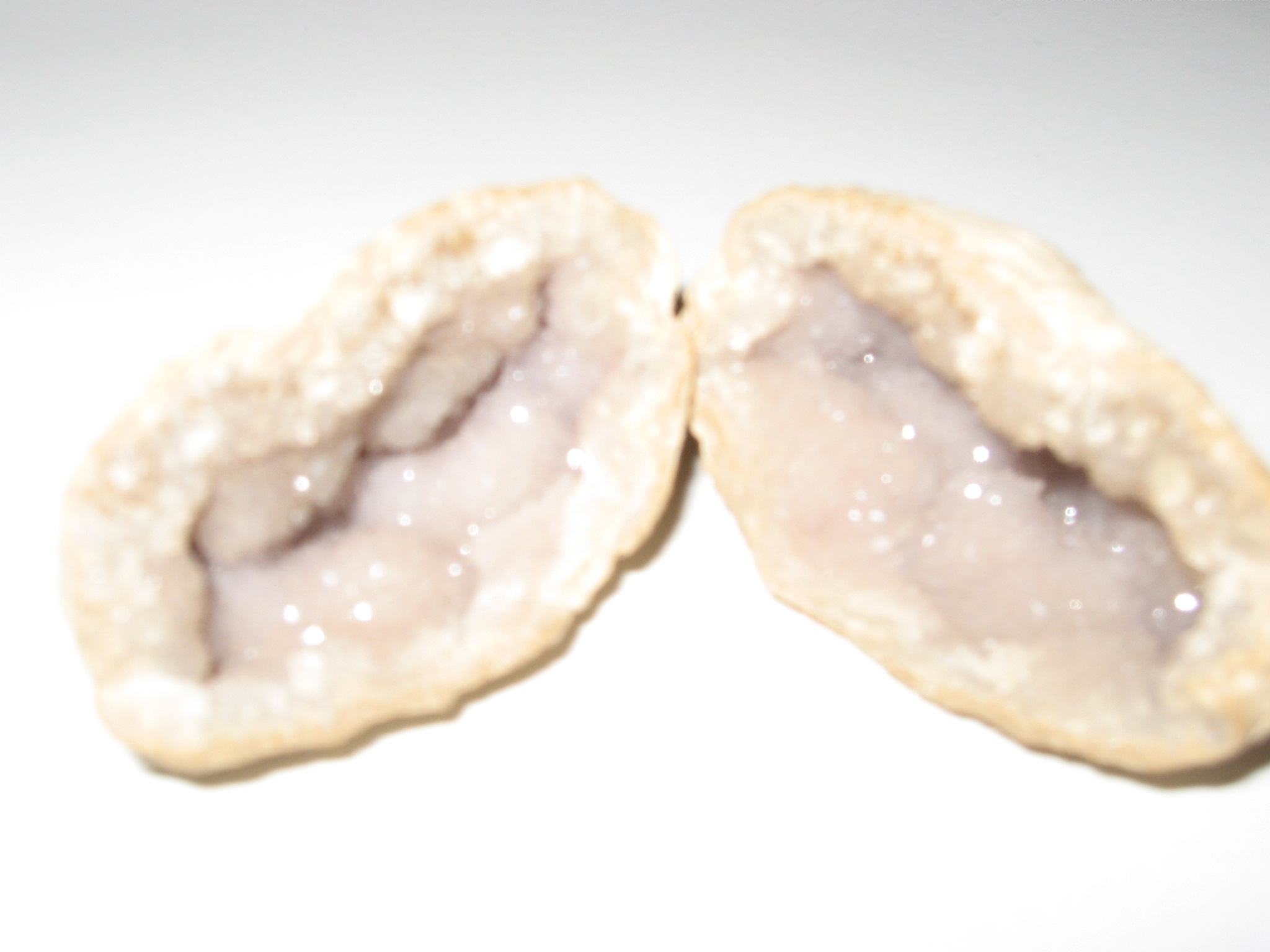
حجارة بلورية في قرية الغوفي
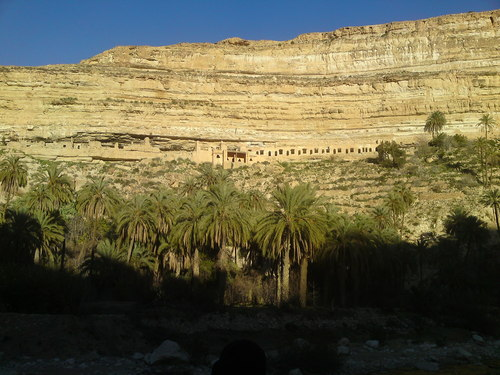
جرف المنازل المتجاورة

## وصلات خارجية
- صور